# Klöster franziskanischer Orden in Münster

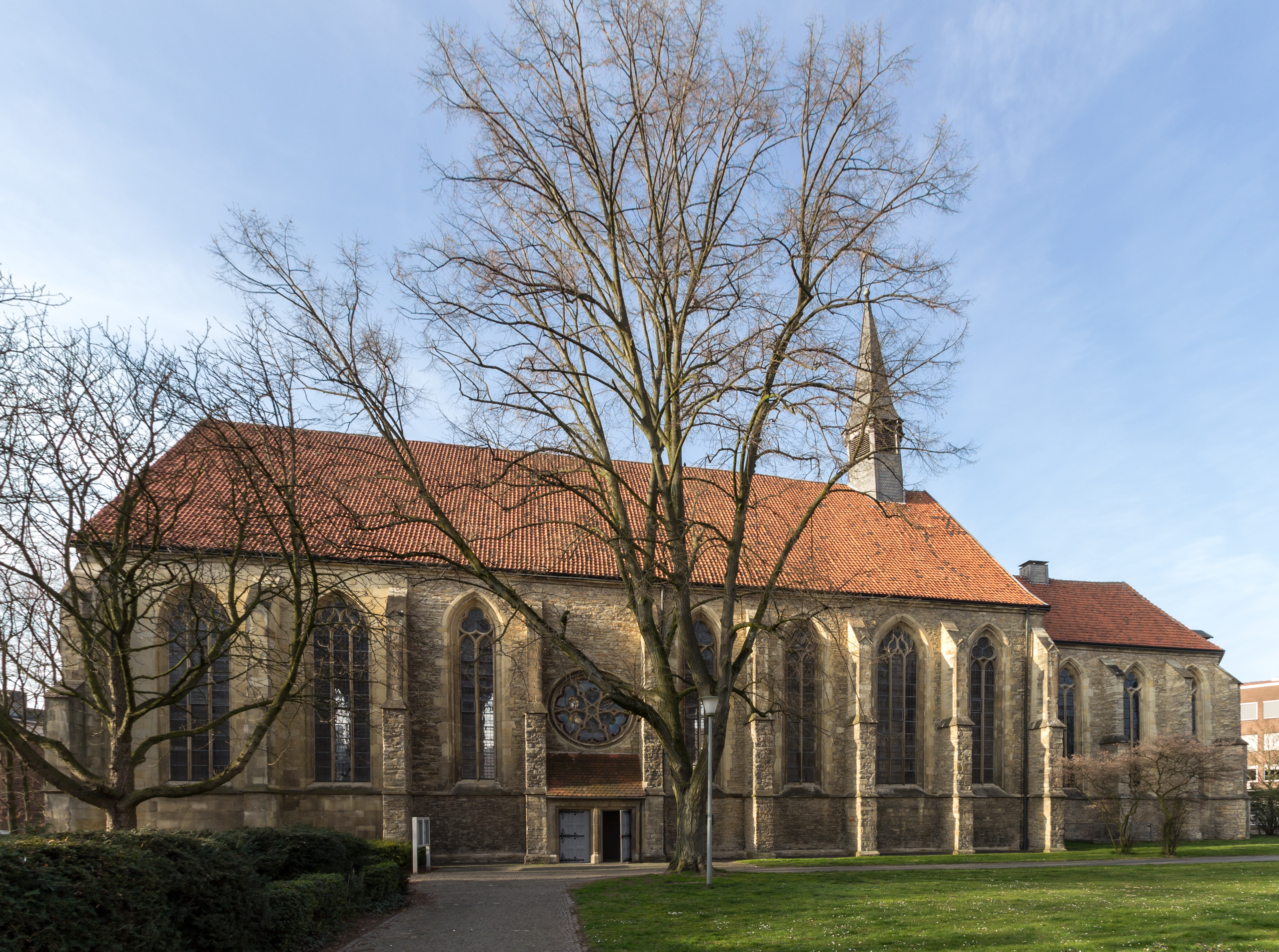
Die älteste franziskanische Kirche in Münster, die heutige Apostelkirche (2014, Ansicht von Süden)

In der Stadt Münster in Westfalen bestanden und bestehen seit der Mitte des 13. Jahrhunderts verschiedene Klöster der franziskanischen Orden.
Zu den franziskanischen Orden zählen die Männerorden des „Erster Ordens“ (Ordo Fratrum Minorum ‚Minderbrüder-Orden‘), der sich im 16. Jahrhundert in drei Untergruppen gliederte: die Observanten (Franziskaner), die Konventualen (Ordo Fratrum Minorum Conventualium, Minoriten) und die Kapuziner (Ordo Fratrum Minorum Capucinorum). Den Zweiten Orden (für Frauen) bilden die verschiedenen Zweige der Klarissen. Zum Dritten Orden gehören neben einer Laiengemeinschaft (Ordo Franciscanus Saecularis) zahlreiche Frauen- und Männergemeinschaften, die als regulierter Dritter Orden des heiligen Franziskus in Klöstern zusammenleben.

## Minderbrüder-Kloster / Minoritenkloster (1247–1811)
Eine erste Niederlassung des 1210 gegründeten Ordens der Minderbrüder entstand in Münster im Jahr 1247, ein Kloster und die gotische Kirche im Bettelordensstil wurden ab 1284 gebaut. Der Konvent gehörte mit den Klöstern in Soest, Dortmund, Höxter und Osnabrück zur Kustodie Westfalen in der Kölnischen Franziskanerprovinz (Colonia).
Als der Franziskanerorden sich 1517 als Folge des Armutsstreits im Orden in die Konventualen (heute Minoriten genannt) und Observanten teilte, schloss sich der Konvent in Münster den Minoriten an. Nach der Reformation und den Auseinandersetzungen um die Münsterschen Täufer in den Jahren 1533 bis 1535 bestand das Kloster weiter, musste aber neu ausgestattet werden. Ab 1619 befand sich dort das Noviziat der westfälischen Minoriten. Am 14. November 1811 wurde das Kloster im Zuge der Säkularisation aufgehoben.
Die Minoriten kehrten später nicht wieder nach Münster zurück. Die Klosterkirche wurde zur evangelischen Kirche der preußischen Militärgemeinde, ab 1840 zur Kirche der evangelischen Zivilgemeinde. 1922 erhielt sie den Namen Apostelkirche.

## Franziskaner-Observantenkloster (1614–1811)

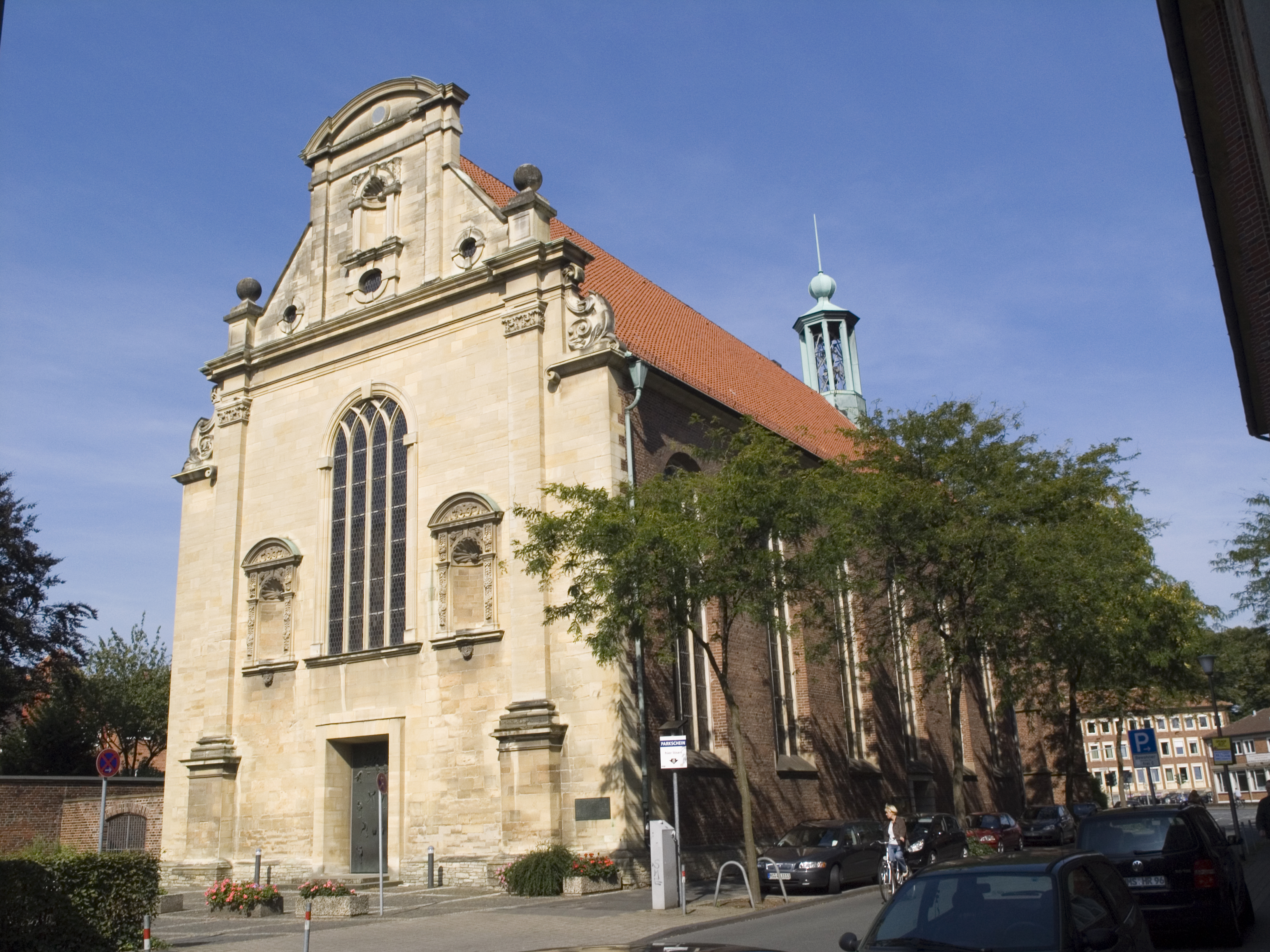
Die Observantenkirche (2009)

Die Franziskaner-Observanten bereiteten bald nach der Trennung der Ordenszweige eine Klostergründung in Münster vor. Im Februar 1614 ließen sie sich in leerstehenden Gebäuden bei der Johanniter-Kommende nieder. Dies stieß auf den Widerstand der Minoriten, jedoch hatte der Kölner Erzbischof und Fürstbischof von Münster, Ferdinand von Bayern, auf Anfrage des Provinzials der Kölnischen Franziskanerprovinz die Erlaubnis dazu erteilt. 1627 trat die Kölnische Provinz den Münsteraner Konvent an die nach der Reformation wiedererrichtete Sächsische Franziskanerprovinz (Saxonia) ab. Zwischen 1629 und 1634 entstanden an der Bergstraße neue Klostergebäude und die Observantenkirche. Der Konvent in Münster war Hauptkloster der Saxonia, ab 1630 Sitz des Provinzialministers und ab 1633 das Hauptstudienkloster der Provinz für Theologie.
Die Observanten waren in der Stadt sehr beliebt. Am Ende des 18. Jahrhunderts wirkten mehrere Observanten auch als Dozenten an der Universität Münster.
Das Kloster wurde am 2. Dezember 1811 aufgelöst, der Provinzialminister P. Firmin Flören leitete die Ordensprovinz bis zu seinem Tod am 17. März 1822 von seiner Münsteraner Privatwohnung aus. Die Gebäude wurden militärisch genutzt, Kirche und Kloster wurden umgebaut. Zu Beginn des 20. Jahrhunderts war dort eine Requisitenkammer des Theaters. Nach Kriegszerstörungen wiederaufgebaut, dient die Observantenkirche seit 1961 als Evangelische Universitätskirche und als Konzertkirche der studentischen Chöre der evangelisch-theologischen Fakultät der Universität Münster.

## Franziskanerkloster (1860–2004)
Nach ersten Lockerungen für die noch bestehenden Klöster gestattete der preußische König Friedrich Wilhelm IV. der Sächsischen Franziskanerprovinz 1843 wieder die Aufnahme von Novizen, ihre uneingeschränkte Freiheit, Klöster zu gründen, erlangte die Saxonia am 31. Januar 1850. 1853 ließen sich die Franziskaner-Observanten auf Bitten von Bischof Johann Georg Müller wieder in Münster nieder, wo bis 1811 ihr Hauptkloster gewesen war, und fanden eine Unterkunft in der Wohnung des Dompönitentiars am Schmerkotten (heute Horsteberg). 1860 begannen sie mit dem Bau einer „Residenz“, eines kleineren Klosters mit einem niedrigeren kirchenrechtlichen Status als ein Konvent, und zwar am Hörster Tor knapp außerhalb des Promenadenrings. Das Kloster war als reines Seelsorgekloster neu gegründet worden. Die kleine Bibliothek war ganz auf die Erfordernisse der Seelsorge eingestellt. Im Kulturkampf war das Kloster von 1875 bis 1887 geschlossen, 1896 wurde das Kloster zum Konvent erhoben.
Die Klosterkirche wurde am 5. Oktober 1944 durch einen Bombentreffer zerstört, das Kloster wurde schwer beschädigt. Bis 1950 wurden die Gebäude provisorisch wieder aufgebaut. 1957 begann der Neubau eines Klosters und einer Kirche am Hörsterplatz, der 1963 abgeschlossen wurde. Münster wurde wieder zum Standort eines Provinzstudiums für Philosophie. Ab dem 8. Dezember 1968 war das Kloster Studienort für Philosophie des interprovinziellen Studiums der deutschen, österreichischen und Schweizer Franziskanerprovinzen und der Rheinisch-Westfälischen Kapuzinerprovinz, das 1971 zur Philosophisch-Theologischen Hochschule der Franziskaner und Kapuziner wurde. 1969 wurde die Bibliothek in Münster durch das Provinzkapitel zur Zentralbibliothek der Saxonia erklärt.
Von 1971 bis 1973 bestand zusätzlich zum Studienkloster in einer Privatwohnung eine kleine Kommunität, in der ein Pater und einige Franziskaner-Studenten wohnten und eine neue Form von Gemeinschaftsleben praktizierten.
Die Franziskaner zogen sich 1998 aus der Trägerschaft der Hochschule zurück. Bereits 1995 war die Verwaltung der Studien- und Zentralbibliothek an die Münstersche Diözesanbibliothek übergegangen. Im selben Jahr zog das Juniorat, wo die jungen Franziskaner während der Ausbildung wohnten, ins Pfarrhaus der Heilig-Kreuz-Gemeinde; 1996 übernahmen die Franziskaner auch die Seelsorge in dieser Pfarrei. In die Räume des bisherigen Klosters am Hörsterplatz kam das 1988 gegründete Institut für franziskanische Geschichte (IFG); es war bis dahin im Franziskanerkloster Bochum untergebracht, das 1995 aufgelöst wurde. Die Klosteranlage am Hörsterplatz in Münster wurde 2007 abgerissen. Auf dem Gelände wurde eine moderne Wohnanlage gebaut. Aus dem Institut für franziskanische Geschichte entstand 2007 die Fachstelle Franziskanische Forschung, die ihre Geschäftsstelle in den Räumen der Diözesanbibliothek Münster hat.

## Klarissenkloster
Die Klarissen bilden den Zweiten Orden des heiligen Franziskus,  Arme Klarissen oder Klarissinnen genannt (lateinisch Ordo Sanctae Clarae). Der Frauenorden wurde von Franz von Assisi und der heiligen Klara von Assisi in den 1210er-Jahren gegründet. Nach Münster kamen die Schwestern erstmals 1617. Ihr Kloster an der Stubengasse bestand bis zur Säkularisation 1811.
Die Klarissen kamen 1857 nach Münster zurück, zunächst in ein innerstädtisches Gebäude am Bispinghof und ab 1864 in der Nähe des  Aasees. Das Kloster bestand bis 2001. Seit 1973 entstand ein zweites Kloster unmittelbar am Münsteraner Dom, das bis heute existiert.

## Kapuzinerkloster
Die Kapuziner gingen aus einer Reformbewegung des Franziskanerordens hervor und wurden 1528 als eigener Orden päpstlich anerkannt. 1611 ließen sie sich in Münster nieder. Auf dem Grundstück, auf dem heute die St.-Aegidii-Kirche steht, errichteten sie einen kleinen Vorgängerbau, von 1725 bis 1729 wurde die jetzige Kirche nach Plänen von Johann Conrad Schlaun gebaut. Das Kapuzinerkloster wurde am 2. Dezember 1811 aufgelöst, die leerstehenden Konventsgebäude wurden 1828 abgerissen. Die Kirche ist heute Filialkirche der Innenstadtpfarrei St. Lamberti.

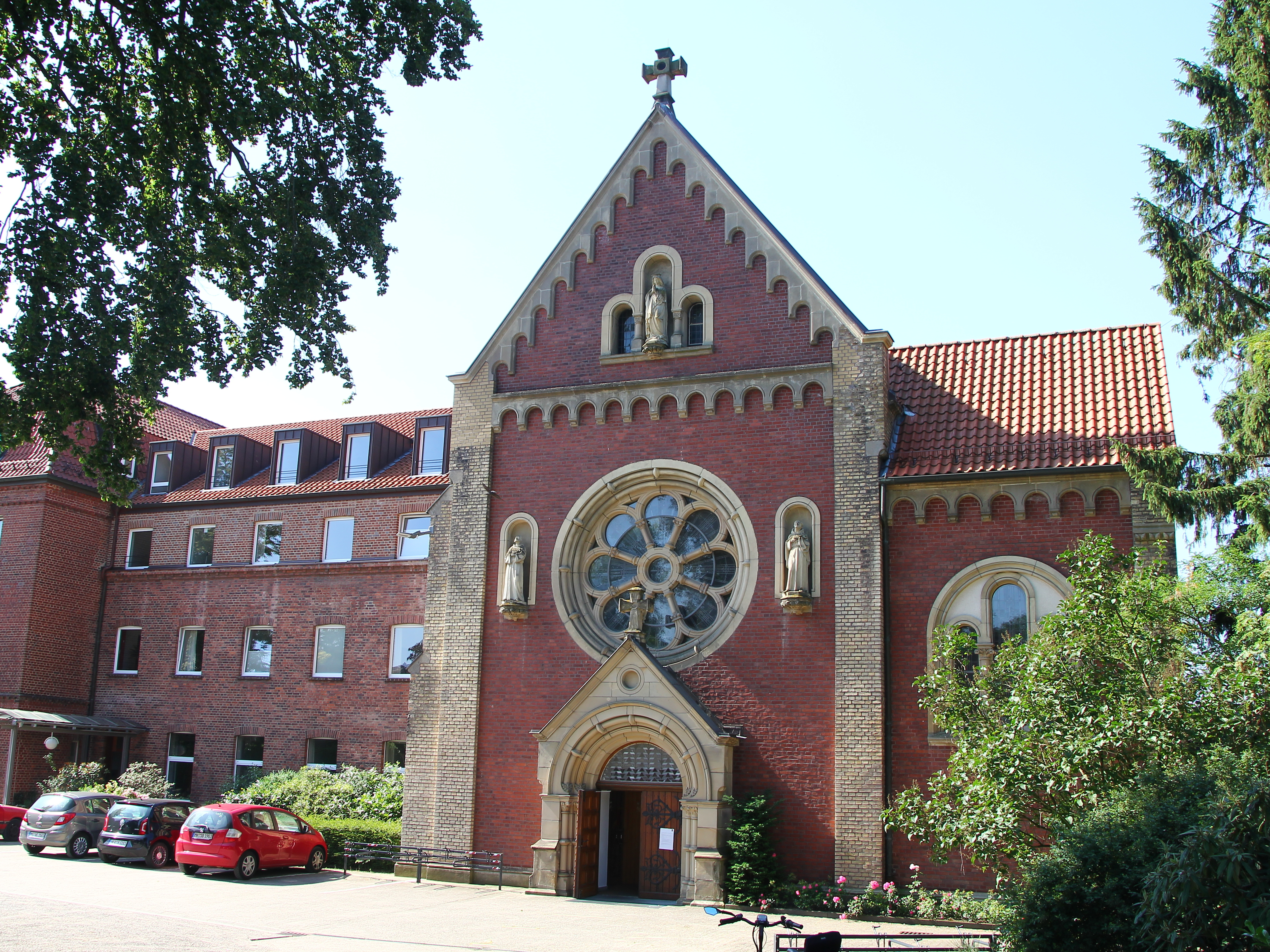
Kirche des 1857 gegründeten Kapuzinerklosters (2020)

Die Kapuziner erwarben 1857 am Stadtrand von Münster vor dem Neutor ein Grundstück, auf dem sie ein kleines Kloster mit Kirche bauten, die am 3. Juli 1858 von Bischof Johannes Georg Müller benediziert wurden. Der Klosterneubau wurde 1862 beendet. Das Kapuzinerkloster in Münster war während des Kulturkampfes von 1875 bis 1887 geschlossen. Wegen einer großen Zahl von Novizen wurde es 1910/11 vergrößert. Ab 1911 absolvierte dort der Ordensnachwuchs der Rheinisch-Westfälischen Kapuzinerprovinz sein theologisches Studium. 1941 erfolgte eine Beschlagnahme großer Teile des Klosters durch die Nationalsozialisten. Am 28. Oktober 1944 wurde das Gebäude durch Bomben nahezu völlig zerstört. Die Kirche konnte am 4. Oktober 1946 wieder geöffnet werden, die Kriegsschäden am Kloster waren bis 1954 beseitigt.
Ab 1971 beteiligten sich die Kapuziner an der Philosophisch-Theologischen Hochschule der Franziskaner und Kapuziner Münster; seit 1998 hat die Deutsche Kapuzinerprovinz die alleinige Trägerschaft der Hochschule.

## Tertiarinnen
In Münster entstanden im Hochmittelalter mehrere Beginenhäuser. Eine dieser Gemeinschaften, die Sorores et baghinae domus in Ringhe (Schwestern und Beghinen des Hauses in Ringhe) nahm 1491 die dritte Regel des heiligen Franziskus an und konstituierte sich als regulierter Dritter Orden, als Sorores laicae de poenitentia tertiae regulae sancti patris Francisci Monasterii (Laienschwestern von der Buße des dritten Ordens des heiligen Vaters Franziskus zu Münster).
Die Gemeinschaft war entstanden zwischen 1248 und 1302; im Spätmittelalter bestand sie aus 12 Schwestern. 1491 unterstellten sie sich der geistlichen Leitung der Franziskaner-Observanten der Kölnischen Franziskanerprovinz und wurden vom Observanten-Kloster Hamm aus betreut, da die Münsteraner Franziskaner den Konventualen nahestanden. Die Zeit der Münsterschen Täufer und der Reformation brachte eine Unterbrechung, einige Schwestern verließen die Gemeinschaft oder wurden vertrieben. Anschließend erstarkte der Konvent wieder, weil Töchter aus den bürgerlichen Gilden hier angemessen wohnen konnten. Nachdem die Ordenszucht offenbar lascher geworden war, versuchte der Provinzial der Observanten, Nikolaus Wiggers, ab 1613 den Schwesternkonvent zu reformieren, indem er Kölner Klarissen dort einführte. Die Tertiarinnen wehrten sich und fanden Unterstützung bei der Bürgerschaft, die bei Fürstbischof Ferdinand intervenierte; sie mussten sich 1614 verpflichten, die Klausur in Zukunft strenger zu beachten. Für die Klarissen wurde jedoch 1617 ein eigenes Kloster in Münster gegründet.
Als Nikolaus Wiggers 1616 erster Oberer der neuen Niederlassung der Observanten in Münster wurde, kam es zu Auseinandersetzungen, als die Oberservanten den Tertiarinnen die Einkleidung einer Novizin verweigerten und der Guardian des Minoritenklosters nach Bitten der Schwestern die Schwester einkleidete. Die Observanten verlangten vom Kurfürsten die Bestrafung, die Schwestern des Klosters Ringe prozessierten gegen die Observanten bis nach Rom. Der Konvent wurde daraufhin dem Bischof unterstellt, einige Missbräuche abgestellt, und die geistliche Leitung lag beim Dechant von St. Ludgeri als Superior monialium in Ringe. Eine Gebetsbrüderschaft bestand ab 1633 zu den Kapuzinern.       
Es folgte eine Blütezeit mit bis zu 20 Schwestern, doch ging deren Zahl gegen Ende des 19. Jahrhunderts auf fünf zurück. Das Kloster, ein Backsteinbau, hatte ein Oratorium, ein Brauhaus, ein Krankenhaus und Stallungen. Die Schwestern besaßen 13 vermietete Häuser in der Stadt. Es gab regelmäßige Armenspeisungen, und die Schwestern spendeten für Armenhäuser und das Klarissenkloster. Der Konvent wurde 1803 von der preußischen Regierung aufgehoben. Das Vermögen sollte für ein Hospital für bedürftige Frauen verwendet werden. In die Gebäude zogen die Dominikaner, 1828 befand sich dort das Magdalenen-Hospital. Die Klosteranlage wurde im Zweiten Weltkrieg zerstört.

## Franziskanerinnen
In Münster befindet sich seit 1853 im Stadtteil Überwasser das Mutterhaus der 1844 in Telgte gegründeten Krankenschwestern vom Regulierten Dritten Orden des hl. Franziskus, auch  „Franziskanerinnen von Münster-Mauritz“ oder „Mauritzschwestern“ genannt, eines regulierten Dritten Ordens des heiligen Franziskus. Die Schwestern sind in Deutschland, Polen, den Vereinigten Staaten von Amerika (Illinois), Indien und Japan tätig. Ihre Schwerpunkte liegen in der Kranken- und Altenpflege, sie arbeiten als Lehrerinnen, Erzieherinnen oder Seelsorgerinnen. In Münster ist die Leitung der deutschen Provinz mit sechs Konventen und das Generalat für den weltweiten Orden angesiedelt.

## Weblink
- Ehemaliges Franziskanerkloster bei LWL-GeodatenKultur des Landschaftsverbandes Westfalen-Lippe